# Vereniging voor Beroepschartervaart BBZ
De Vereniging voor Beroepschartervaart (BBZ) is de brancheorganisatie voor de Nederlandse chartervaart. Als belangenvereniging voor zowel eigenaren (werkgevers) als bemanning (werknemers) is de vereniging actief op verschillende niveaus.
De vereniging werd in 1979 opgericht vanuit en voor de zeilende passagiersvaart. Later kwam een fusie tot stand met de Motor Charter Vaart Nederland (MCVN). 
De vereniging zet zich in voor een duurzame en rendabele vloot van motor- en zeilpassagiersschepen, met als doel dat het Nederlands maritiem erfgoed kan blijven varen.
De traditionele chartervaart in Nederland bestaat uit meer dan 500 traditionele zeil- en motorschepen. Met deze passagiersschepen worden vaarvakanties gemaakt variërend van 1 dag tot meer dan 4 weken. In 2010 ging het om bijna 1,4 miljoen overnachtingen met een totale omzet van 63,5 miljoen euro.